# Kanton Marseille-Les Trois Lucs
Der Kanton Marseille-Les Trois Lucs war von 2004 bis 2015 ein französischer Wahlkreis im Arrondissement Marseille, im Département Bouches-du-Rhône und in der Region Provence-Alpes-Côte d’Azur. Die landesweiten Änderungen in der Zusammensetzung der Kantone brachten im März 2015 seine Auflösung.
Er umfasste Teile des 11. und 12. Arrondissements von Marseille mit den Stadtteilen:

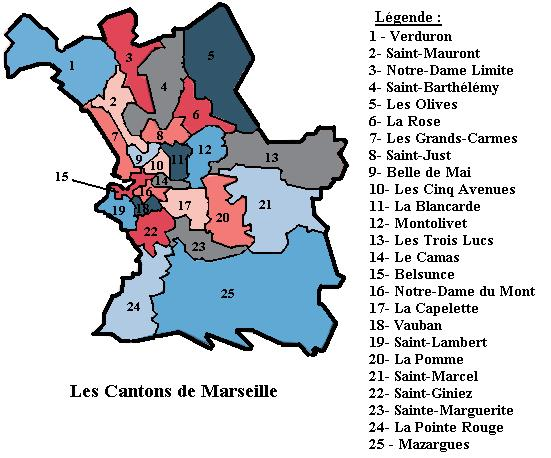
Die Kantonsaufteilung von Marseille bis zum Jahr 2015

- Les Caillols
- Les Camoins
- Eoures
- La Fouragère
- Saint-Menet
- La Treille
- Les Trois Lucs
- La Valentine